# إسكومبر-إي-لو-شينوا
إسكومبر-إي-لو-شينوا هي بلدية فرنسية تقع في إقليم الأردين في منطقة غراند إيست. 